# Giovanni Battista del Tufo
Giovanni Battista del Tufo (Napoli, 1548 – Napoli, ...) è stato un poeta italiano.

## Biografia
Figlio di Fabrizio del Tufo e Lucrezia Carafa, intraprese la carriera militare, e nel 1571 fu al comando di una compagnia di archibugieri nella battaglia di Lepanto. Nel 1588 si stabilì a Milano.
Scrisse, in quel periodo, Il Ritratto o modello delle grandezze, delizie e meraviglie della nobilissima città di Napoli, componimento poetico diviso in sette ragionamenti, nel quale elogia la propria città natale, Napoli, dalla quale si trovava lontano e di cui, come dai versi stessi traspare, aveva nostalgia. L'opera, che nell'esposizione descrittiva si presenta disordinata, spesso indugia volentieri sulla vita dei napoletani più che sul luogo, sugli usi e costumi del popolo, costituendo così un'interessante testimonianza delle tradizioni popolari dell'epoca. A sottolineare questo aspetto è anche il bilinguismo del testo.
Tornato in patria, del Tufo si impegnò in politica, e a Napoli morì nei primi anni del nuovo secolo (né la data di nascita né quella di morte sono note con esattezza).

## Opere
- Gioan Battista del Tufo, Il Ritratto o modello delle grandezze, delizie e meraviglie della nobilissima città di Napoli, a cura di Olga Silvana Casale e Maria Teresa Colotti, Salerno Editrice, Roma (prima pubblicazione: G. Tagliareni, Napoli 1959, dal manoscritto XXX. C. 96 della Biblioteca Nazionale di Napoli).